# Собор Рождества Богородицы (Домница)
Собор Рождества Богородицы — православный собор и памятник архитектуры местного значения в Домнице.

## История
Решением исполкома Черниговского областного совета народных депутатов от 26.06.1989 № 130 присвоен статус памятник архитектуры местного значения с охранным № 63-Чг/1 под названием Собор Рождества Богородицы. Установлена информационная доска.

## Описание
Входит в комплекс сооружений Домницкого монастыря и является его главной доминантой. Построен в период 1800-1806 годы по заказу графа Ильи Андреевича Безбородко — фундамент заложен в 1800 году, собор освящён в 1806 году — в формах зрелого классицизма. До этого был возведён деревянный (тёсовый) собор Рождества Богородицы в конце XVII века.
Каменный, кубический, четырёхстолпный, девятидольный (девятисрубный) собор. С востока примыкает полукруглая апсида. Собор увенчан полусферическим куполом на цилиндрическом световом барабане, стоящем на четвериком. Изначально северный, южный и западный входы украшали четырёхколонные портики тосканского ордера (не сохранились). Фасады украшены пилястрами и нишами, завершаются треугольными фронтонами.
После 1936 года были разобраны купол и портики собора.
В 2011 году собор был передан монастырю. Были проведены ремонтно-реставрационные работы. Восстановлено богослужение.